# Anthony Leiato
Anthony Toi Leiato (* 26. srpna 1965 Orange County, Kalifornie) je atlet, reprezentant Americké Samoy ve vrhu koulí. V roce 1996 se na hrách v Atlantě umístil na 36. místě, když za ním se umístili již jen dva závodníci bez platného pokusu.